# مانويل إغناثيو أكوستا غوتيريز
مانويل إغناثيو أكوستا غوتيريز (بالإسبانية: Manuel Ignacio Acosta Gutiérrez)‏ هو محامي وسياسي مكسيكي، ولد في 4 فبراير 1977 في ارموسييو سونورا في المكسيك. حزبياً، نشط في الحزب الثوري المؤسساتي. وقد انتخب عضو مجلس النواب المكسيك.